# 秘法 睡拳
『秘法 睡拳』（ひほう すいけん、原題：睡拳怪招）は、1979年の台湾・香港映画。ユエン・シャオティエン主演。日本では1985年にビデオソフトが発売された後『スリーピング・モンキー/睡拳』というタイトルでテレビ放送された。

## キャスト
| 役名                           | 俳優                   | 日本語吹替 |
| ------------------------------ | ---------------------- | ---------- |
| 老甲魚（ラオ・チャーユー）     | ユエン・シャオティエン | 八奈見乗児 |
| 金大八（チン・ターバー）       | レオン・カーヤン       | 富山敬     |
| 小鬼頭（ラ・チュウチャイ）     | ハン・イルン           | 山田栄子   |
| 小翠（シャウツェイ）           | オヤン・リンラン       | 佐々木るん |
| 曹覇天（ツァオ・ハーティエン） | エディ・コー           | 遠藤征慈   |
| 石清（シーチン）               | ウェン・シャオフー     | 寺島幹夫   |
| 王                             | チン・クオチュン       | 島香裕     |

- 日本語吹替：初回放送1985年11月12日 テレビ東京 『火曜ゴールデンワイド』版

## スタッフ
- 監督：イップ・ウィンチョー
- 脚本：チャン・サンイー
- 製作：チョウ・フックリョン
- 撮影監督：チェン・シーチュン
- 編集：チアン・クオチュアン
- 武術指導：ファン・ハー、チク・ンガイホン
- 吹替翻訳：平田勝茂
- 吹替演出：田島荘三
- 吹替効果：新音響
- 吹替調整：近藤勝之
- 吹替製作担当：コスモプロモーション、小嶋尚志
- 吹替プロデューサー：倉林伸介